# Ібрагімов Еміль Юсирович
Еміль Юсирович Ібрагімов (нар. 1 лютого 1990) — український легкоатлет, який спеціалізується у спринті, чемпіон та призер чемпіонатів України, рекордсмен України. Майстер спорту України міжнародного класу.
25 травня 2014 на Світових естафетах ІААФ разом із Сергієм Смеликом, Ігорем Бодровим та Віталієм Коржом повторив чинний з 1996 та до того повторений у 2002 рекорд України в естафетному бігу 4×100 метрів (38,53).
У 2018 був обраний до складу Комісії атлетів ФЛАУ на строк до 2022.

## Основні міжнародні виступи
| Рік  | Змагання                   | Місто     | Місце | Дисципліна | Примітки |
| ---- | -------------------------- | --------- | ----- | ---------- | -------- |
| 2014 | Світові естафети           | Нассау    | 2ф1   | 4×100 м    |          |
| 2014 | Чемпіонат Європи           | Цюрих     | 1заб4 | 4×100 м    |          |
| 2015 | Командний чемпіонат Європи | Чебоксари | 2ф4   | 4×100 м    |          |
| 2017 | Командний чемпіонат Європи | Лілль     | 2ф    | 4×100 м    | DQ       |
| 2018 | Чемпіонат Європи           | Берлін    | 1заб6 | 200 м      |          |
| 2018 | ф5                         | 4×100 м   |       |            |          |
| 2019 | Світові естафети           | Йокогама  | 2заб7 | 4×100 м    |          |